# Monte di Sevice
Il Monte di Sèvice (2.355 m s.l.m.) è una cima montuosa del massiccio del Monte Velino, la terza cima più elevata del gruppo dopo anche il Monte Cafornia. È posta sul versante nord del gruppo su una linea di cresta che la congiunge a nord con il Monte Tre Sorelle (2.200 m) e il Monte Rozza (2.064 m), il Monte Costognillo (2.328 m) e la cima maggiore del gruppo a sud. A quota 2.104 è posto il rifugio Capanna di Sevice. La vista dalla cima spazia sia sul versante nord-orientale che su quello occidentale.